# Premi BAFTA 2024
La 77ª edizione dei premi BAFTA, conferiti dalla British Academy of Film and Television Arts alle migliori produzioni cinematografiche del 2023, si sono tenuti il 18 febbraio 2024 alla Royal Festival Hall di Londra.
Le candidature sono state annunciate il 18 gennaio 2024.

## Vincitori e candidati

### Miglior film
- Oppenheimer, regia di Christopher Nolan
- Anatomia di una caduta (Anatomie d'une chute), regia di Justine Triet
- The Holdovers - Lezioni di vita (The Holdovers), regia di Alexander Payne
- Killers of the Flower Moon, regia di Martin Scorsese
- Povere creature! (Poor Things), regia di Yorgos Lanthimos

### Miglior film britannico
- La zona d'interesse (The Zone of Interest), regia di Jonathan Glazer
- Estranei (All of Us Strangers), regia di Andrew Haigh
- How to Have Sex, regia di Molly Manning Walker
- Napoleon, regia di Ridley Scott
- The Old Oak, regia di Ken Loach
- Povere creature! (Poor Things), regia di Yorgos Lanthimos
- Ritrovarsi in Rye Lane (Rye Lane), regia di Raine Allen-Miller
- Saltburn, regia di Emerald Fennell
- Scrapper, regia di Charlotte Regan
- Wonka, regia di Paul King

### Miglior debutto di un regista, sceneggiatore o produttore britannico
- Savanah Leaf (sceneggiatrice, regista, produttrice), Shirley O'Connor (produttrice) e Medb Riordan (produttrice) - Earth Mama
- Lisa Selby (regista), Rebecca Lloyd-Evans (regista, produttrice) e Alex Fry (produttore) - Blue Bag Life
- Christopher Sharp (regista) - Bobi Wine: The People's President
- Molly Manning Walker (sceneggiatrice, regista) - How to Have Sex
- Ella Glendining (regista) - Is There Anybody Out There?

### Miglior film in lingua straniera
- La zona d'interesse (The Zone of Interest), regia di Jonathan Glazer (Regno Unito/Polonia/Stati Uniti)
- 20 Days in Mariupol, regia di Mstyslav Černov
- Anatomia di una caduta (Anatomie d'une chute), regia di Justine Triet (Francia)
- Past Lives, regia di Celine Song (Stati Uniti)
- La società della neve (La sociedad de la nieve), regia di Juan Antonio Bayona (Spagna)

### Miglior documentario
- 20 Days in Mariupol, regia di Mstyslav Černov
- American Symphony, regia di Matthew Heineman
- Beyond Utopia, regia di Madeleine Gavin
- Still: A Michael J. Fox Movie, regia di Davis Guggenheim
- Wham!, regia di Chris Smith

### Miglior film d'animazione
- Il ragazzo e l'airone (君たちはどう生きるか, Kimi-tachi wa dō ikiru ka), regia di Hayao Miyazaki
- Galline in fuga - L'alba dei nugget (Chicken Run: Dawn of the Nugget), regia di Sam Fell
- Elemental, regia di Peter Sohn
- Spider-Man: Across the Spider-Verse, regia di Joaquim Dos Santos, Kemp Powers e Justin K. Thompson

### Miglior regista
- Christopher Nolan – Oppenheimer
- Bradley Cooper – Maestro
- Jonathan Glazer – La zona d'interesse (The Zone of Interest)
- Andrew Haigh – Estranei (All of Us Strangers)
- Alexander Payne – The Holdovers - Lezioni di vita (The Holdovers)
- Justine Triet – Anatomia di una caduta (Anatomie d'une chute)

### Miglior sceneggiatura originale
- Justine Triet e Arthur Harari – Anatomia di una caduta (Anatomie d'une chute)
- Greta Gerwig e Noah Baumbach – Barbie
- David Hemingson - The Holdovers - Lezioni di vita (The Holdovers)
- Bradley Cooper e Josh Singer - Maestro
- Celine Song – Past Lives

### Miglior sceneggiatura non originale
- Cord Jefferson - American Fiction
- Andrew Haigh – Estranei (All of Us Strangers)
- Christopher Nolan – Oppenheimer
- Tony McNamara – Povere creature! (Poor Things)
- Jonathan Glazer - La zona d'interesse (The Zone of Interest)

### Miglior attrice protagonista
- Emma Stone – Povere creature! (Poor Things)
- Fantasia Barrino – Il colore viola (The Color Purple)
- Sandra Hüller – Anatomia di una caduta (Anatomie d'une chute)
- Carey Mulligan – Maestro
- Vivian Oparah – Ritrovarsi in Rye Lane (Rye Lane)
- Margot Robbie – Barbie

### Miglior attore protagonista
- Cillian Murphy – Oppenheimer
- Bradley Cooper – Maestro
- Colman Domingo – Rustin
- Paul Giamatti – The Holdovers - Lezioni di vita (The Holdovers)
- Barry Keoghan – Saltburn
- Teo Yoo – Past Lives

### Miglior attrice non protagonista
- Da'Vine Joy Randolph – The Holdovers - Lezioni di vita (The Holdovers)
- Emily Blunt – Oppenheimer
- Danielle Brooks – Il colore viola (The Color Purple)
- Claire Foy – Estranei (All of Us Strangers)
- Sandra Hüller – La zona d'interesse (The Zone of Interest)
- Rosamund Pike – Saltburn

### Miglior attore non protagonista
- Robert Downey Jr. – Oppenheimer
- Robert De Niro – Killers of the Flower Moon
- Jacob Elordi – Saltburn
- Ryan Gosling – Barbie
- Paul Mescal – Estranei (All of Us Strangers)
- Dominic Sessa – The Holdovers - Lezioni di vita (The Holdovers)

### Miglior colonna sonora
- Ludwig Göransson - Oppenheimer
- Robbie Robertson (postumo) - Killers of the Flower Moon
- Jerskin Fendrix - Povere creature! (Poor Things)
- Anthony Willis - Saltburn
- Daniel Pemberton - Spider-Man: Across the Spider-Verse

### Miglior casting
- Susan Shopmaker - The Holdovers - Lezioni di vita (The Holdovers)
- Kahleen Crawford - Estranei (All of Us Strangers)
- Cynthia Arra - Anatomia di una caduta (Anatomie d'une chute)
- Isabella Odoffin - How to Have Sex
- Ellen Lewis e Rene Haynes - Killers of the Flower Moon

### Miglior fotografia
- Hoyte van Hoytema - Oppenheimer
- Rodrigo Prieto - Killers of the Flower Moon
- Matthew Libatique - Maestro
- Robbie Ryan - Povere creature! (Poor Things)
- Łukasz Żal - La zona d'interesse (The Zone of Interest)

### Miglior montaggio
- Jennifer Lame - Oppenheimer
- Thelma Schoonmaker - Killers of the Flower Moon
- Laurent Sénéchal - Anatomia di una caduta (Anatomie d'une chute)
- Giōrgos Mauropsaridīs - Povere creature! (Poor Things)
- Paul Watts - La zona d'interesse (The Zone of Interest)

### Miglior scenografia
- Shona Heath, James Price e Zsuzsa Mihalek - Povere creature! (Poor Things)
- Sarah Greenwood e Katie Spencer - Barbie
- Jack Fisk e Adam Willis - Killers of the Flower Moon
- Ruth De Jong e Claire Kaufman - Oppenheimer
- Chris Oddy, Joanna Maria Kuś e Katarzyna Sikora - La zona d'interesse (The Zone of Interest)

### Migliori costumi
- Holly Waddington - Povere creature! (Poor Things)
- Jacqueline Durran - Barbie
- Jacqueline West - Killers of the Flower Moon
- David Crossman e Janty Yates - Napoleon
- Ellen Mirojnick - Oppenheimer

### Miglior trucco e acconciatura
- Nadia Stacey, Mark Coulier e Josh Weston - Povere creature! (Poor Things)
- Kay Georgiou e Thomas Nellen - Killers of the Flower Moon
- Siân Grigg, Kay Georgiou, Kazu Hiro e Lori McCoy-Bell - Maestro
- Jana Carboni, Francesco Pegoretti, Satinder Chumber e Julia Vernon - Napoleon
- Luisa Abel, Jaime Leigh McIntosh, Jason Hamer e Ahou Mofid - Oppenheimer

### Miglior sonoro
- Johnnie Burn e Tarn Willers - La zona d'interesse (The Zone of Interest)
- Angelo Bonanni, Tony Lamberti, Andy Nelson, Lee Orloff e Bernard Weiser - Ferrari
- Richard King, Steve Morrow, Tom Ozanich, Jason Ruder e Dean Zupancic - Maestro
- Chris Burdon, James H. Mather, Chris Munro e Mark Taylor - Mission: Impossible - Dead Reckoning - Parte uno (Mission: Impossible - Dead Reckoning - Part One)
- Willie Burton, Richard King, Kevin O'Connell e Gary A. Rizzo - Oppenheimer

### Miglior effetti speciali
- Simon Hughes - Povere creature! (Poor Things)
- Jonathan Bullock, Charmaine Chan, Ian Comley e Jay Cooper - The Creator
- Theo Bialek, Stephane Ceretti, Alexis Wajsbrot e Guy Williams - Guardiani della Galassia Vol. 3 (Guardians of the Galaxy Vol. 3)
- Neil Corbould, Simone Coco, Jeff Sutherland e Alex Wuttke - Mission: Impossible - Dead Reckoning - Parte uno (Mission: Impossible - Dead Reckoning - Part One)
- Henry Badgett, Neil Corbould, Charley Henley e Luc-Ewen Martin-Fenouillet - Napoleon

### Miglior cortometraggio animato britannico
- Crab Day, regia di Ross Stringer
- Visible Mending, regia di Samantha Moore
- Wild Summon, regia di Karni Arieli e Saul Freed

### Miglior cortometraggio britannico
- Jellyfish and Lobster, regia di Yasmin Afifi
- Festival of Slaps, regia di Abdou Cissé
- Gorka, regia di Joe Weiland
- Such a Lovely Day, regia di Simon Woods
- Yellow, regia di Elham Ehsas

### Miglior stella emergente
- Mia McKenna-Bruce
- Phoebe Dynevor
- Ayo Edebiri
- Jacob Elordi
- Sophie Wilde